# АЕС Кршко
А́томна електроста́нція Кршко (словен. Jedrska elektrarna Krško (JEK) або словен. Nuklearna elektrarna Krško (NEK); хорв. Nuklearna elektrana Krško) — атомна електростанція у Словенії, розміщена в населеному пункті Врбина на території громади Кршко. Під'єднана до енергомережі 2 жовтня 1981 і введена в комерційну експлуатацію 15 січня 1983. Збудована як спільне підприємство Словенії та Хорватії, які були на той час союзними республіками соціалістичної Югославії.
Має двопетльовий водо-водяний ядерний реактор фірми «Вестінгауз» з номінальною тепловою потужністю 1994 мегават теплової енергії (МВт) і 696 мегават електричної енергії (МВе). Працює на збагаченому урані (до 5 вагових відсотків 235U), масова витрата палива 448,7 т, має 121 паливний елемент, демінералізовану воду як сповільнювач і 36 пучків 20 аварійних регулювальних касет, кожна з яких зі сплавів срібла, індію та кадмію, щоб регулювати потужність. Аналогічний енергоблок працює на АЕС «Ангра І» у Бразилії.
Співвласниками компанії-оператора «Нуклеарна електрарна Кршко» (НЕК) є словенська державна компанія «Ген-Енергія» (словен. Gen-Energija) і хорватська державна компанія «Хрватска електропрівреда» (хорв. Hrvatska elektroprivreda). Електростанція забезпечує більш ніж одну чверть словенської та 15 відсотків хорватської електроенергії.
Причина, чому електростанція перебуває у спільному володінні двох країн, полягає в тому, що ці тодішні республіки Югославії планували побудувати дві станції, по одній у кожній республіці, відповідно до початкового договору 1970 року і його переглянутої версії від 1982 року, однак у 1987 році від цього плану шляхом проведеного в 1986 році референдуму відмовилася Словенія. З цього моменту виникла проблема зі зберіганням ядерних відходів, тому що єдиний наявний майданчик для зберігання відходів був у Словенії.
У 1997 році словенська електропередавальна компанія «Електро-Словенія» і НЕК вирішили збільшити витрати на експлуатацію і на закриття АЕС, покриття яких покладалося на обидві компанії, але остання відмовилася сплачувати ці кошти. У 1998 році уряд Словенії націоналізував НЕК, зупинив постачання виробленої на АЕС Кршко електроенергії компанії «Хрватска електропрівреда», і подав на останню до суду за неоплачені рахунки. 1999 року «Хрватска електропрівреда» подала зустрічний позов за збитки через відсутність постачання. У січні 2001 року керівники цих двох країн погодилися на рівне володіння станцією Кршко, спільну відповідальність за ядерні відходи та компенсацію взаємних претензій. Спільне управління станцією мало розпочатися з 1 січня 2002 року. Очікувалося, що постачання в Хорватію електроенергії почнеться не пізніше 1 липня 2002 року, але через протести місцевого населення підключення було встановлено тільки в 2003 році. Відтоді «Хрватска електропрівреда» додатково позивається зі словенською стороною за збитки протягом того однорічного періоду, коли Кршко не постачав їй електрику.

## Видалення відходів і плани зупинки
Радіоактивні відходи високого рівня з підприємства зберігаються, як це і прийнято на атомних електростанціях, у басейні витримки відпрацьованого палива, який має здатність зберігати всі відпрацьовані тепловидільні збірки високого рівня до кінця роботи станції. Відходи низького рівня зберігаються на електростанції і у вторинних сховищах. Хорватія також має договірне зобов'язання приймати половину ядерних відходів до 2025 року.
Планована дата зупинки станції 14 січня 2023 року. План виведення з експлуатації, ратифікований словенським і хорватським парламентами, передбачає початок демонтажу невдовзі після цього, тоді як розбирання установки тривало б до 2036.
В Управлінні Республіки Словенія з ядерної безпеки розглядається збільшення строку служби на 20 років, що подовжило б час роботи електростанції до 14 січня 2043 року.

## Інцидент червня 2008 і хибна тривога
Після витоку охолоджувальної рідини 4 червня 2008 року Європейська Комісія забила всеєвропейську тривогу через Систему обміну терміновою радіологічною інформацією Європейського співтовариства. Після невеликого витоку в контурі ядерний реактор було благополучно переключено в режим нульової потужності в гарячому стані. Витік було негайно локалізовано і вжито заходів до подолання його наслідків. За даними Управління Республіки Словенія з ядерної безпеки (спостережного органу країни в ядерній сфері), жодного радіоактивного викиду у навколишнє середовище не сталося і не очікується. Ця подія не торкнулася співробітників, місцевого населення або довкілля. Словенські органи влади негайно попередили відповідні міжнародні інституції, в тому числі Міжнародне агентство з атомної енергії (МАГАТЕ) і Систему обміну терміновою радіологічною інформацією ЄС. Євросоюз потім сповістив (через Систему обміну терміновою радіологічною інформацією) решту держав-членів ЄС, подавши сигнал тривоги на всій території ЄС. Потім кілька інформаційних агентств по всьому світу розповіли про інцидент. Згідно з Грінпіс, такий аварійний сигнал у масштабах всього Європейського союзу є дуже незвичним. Дивно, що про інцидент не було безпосередньо повідомлено органи державної влади Хорватії, хоча остання є учасником Системи обміну терміновою радіологічною інформацією ЄС. Багато хорватів почули цю новину спочатку від зарубіжних ЗМІ та співвітчизників за рубежем, хоча АЕС Кршко міститься всього за 15 км від хорватського кордону.
За твердженнями груп ядерної експертів, національних організацій у рамках Європейського союзу, таких як Управління ядерної безпеки Франції (Autorité де Sûreté Nucleaire), про цей інцидент було помилково повідомлено системі обміну терміновою радіологічною інформацією ЄС, яка у випадку отримання звістки зобов'язана переслати її всім іншим. У цьому конкретному випадку сповіщення виявилося марним (помилковим спрацюванням). Цей тип інцидентів (невеликий витік на первинних насосах) є досить поширеним явищем на атомних електростанціях.